# بهدل
بُهْدُل (الاسم العلمي Leiothrix)، جنس طيور من فصيلة البهدليات. أعطانه تمتد من اليابان إلى الهند. يألف الأحراج والغابات. قوته الحشرات والديدان وبعض الثمار والبزور البرية. ملجنه الحياتي جماعي، أفواجه قليلة العدد. أنواعه أثنان.